# Campionati europei di atletica leggera indoor 2013 - 60 metri ostacoli maschili
La gara si è svolta il 1º marzo 2013.

## Podio
| #       | Atleta                  | Nazionalità | Tempo | Note                                    |
| ------- | ----------------------- | ----------- | ----- | --------------------------------------- |
| Oro     | Sergey Shubenkov        | Russia      | 7"49  | Miglior prestazione mondiale stagionale |
| Argento | Paolo Dal Molin         | Italia      | 7"51  |                                         |
| Bronzo  | Pascal Martinot-Lagarde | Francia     | 7"53  | =                                       |

## Record
Prima di questa competizione, il record del mondo (RM), il record europeo (EU) ed il record dei campionati (RC) sono i seguenti:
| Record                | Prestazione | Atleta                    | Data                                | Competizione        |
| --------------------- | ----------- | ------------------------- | ----------------------------------- | ------------------- |
| Record mondiale       | 7"30        | Colin Jackson Regno Unito | 6 marzo 1994 Sindelfingen, Germania |                     |
| Record europeo        | 7"30        | Colin Jackson Regno Unito | 6 marzo 1994 Sindelfingen, Germania |                     |
| Record dei campionati | 7"39        | Colin Jackson Regno Unito | 12 marzo 1994 Parigi, Francia       | Europei indoor 1994 |

## Risultati

### Primo turno
I primi 3 di ogni batteria e i 4 migliori tempi si qualificano per le semifinali.

#### Batteria 1
| Pos. | Corsia | Nome                    | Nazione     | Reazione | Tempo | Note                          |
| ---- | ------ | ----------------------- | ----------- | -------- | ----- | ----------------------------- |
| 1    | 8      | Pascal Martinot-Lagarde | Francia     | 0"157    | 7"58  | Q                             |
| 2    | 5      | Erik Balnuweit          | Germania    | 0"144    | 7"61  | Q                             |
| 3    | 4      | Francisco Javier López  | Spagna      | 0"146    | 7"75  | Q                             |
| 4    | 7      | Aleksey Dryomin         | Russia      | 0"172    | 7"76  | q                             |
| 5    | 3      | Serhiy Kopanayko        | Ucraina     | 0"141    | 7"82  | Miglior prestazione personale |
| 6    | 2      | Alexander Brorsson      | Svezia      | 0"156    | 7"85  |                               |
| 7    | 6      | Koen Smet               | Paesi Bassi | 0"155    | 7"86  |                               |

#### Batteria 2
| Pos. | Corsia | Nome                | Nazione  | Reazione | Tempo | Note                          |
| ---- | ------ | ------------------- | -------- | -------- | ----- | ----------------------------- |
| 1    | 6      | Balázs Baji         | Ungheria | 0"152    | 7"67  | Q                             |
| 2    | 5      | Konstantin Shabanov | Russia   | 0"152    | 7"69  | Q                             |
| 3    | 7      | Jackson Quiñónez    | Spagna   | 0"164    | 7"70  | Q                             |
| 4    | 1      | Philip Nossmy       | Svezia   | 0"162    | 7"76  | q                             |
| 5    | 8      | Matthias Bühler     | Germania | 0"170    | 7"78  |                               |
| 6    | 3      | Stefano Tedesco     | Italia   | 0"157    | 7"85  | Miglior prestazione personale |
| 7    | 4      | Andres Raja         | Estonia  | 0"168    | 7"90  |                               |
| 8    | 2      | Milan Trajkovic     | Cipro    | 0"162    | 7"95  |                               |

#### Batteria 3
| Pos. | Corsia | Nome             | Nazione     | Reazione | Tempo | Note |
| ---- | ------ | ---------------- | ----------- | -------- | ----- | ---- |
| 1    | 7      | Sergey Shubenkov | Russia      | 0"175    | 7"52  | Q    |
| 2    | 8      | Rasul Dabó       | Portogallo  | 0"142    | 7"68  | Q    |
| 3    | 4      | Maksim Lynsha    | Bielorussia | 0"186    | 7"72  | Q    |
| 4    | 3      | Martin Mazác     | Rep. Ceca   | 0"161    | 7"86  |      |
| 4    | 6      | Viliam Papso     | Slovacchia  | 0"169    | 7"86  | =    |
| 6    | 5      | Oleksiy Kasyanov | Ucraina     | 0"168    | dnf   | dnf  |

#### Batteria 4
| Pos. | Corsia | Nome                   | Nazione  | Reazione | Tempo | Note |
| ---- | ------ | ---------------------- | -------- | -------- | ----- | ---- |
| 1    | 4      | Paolo Dal Molin        | Italia   | 0"131    | 7"59  | Q =  |
| 2    | 8      | Dominik Bochenek       | Polonia  | 0"163    | 7"70  | Q    |
| 3    | 6      | Konstadínos Douvalídis | Grecia   | 0"168    | 7"70  | Q    |
| 4    | 7      | Dimitri Bascou         | Francia  | 0"163    | 7"72  | q    |
| 5    | 5      | Vladimir Vukicevic     | Norvegia | 0"158    | 7"78  | q    |
| 6    | 3      | Juan Ramón Barragán    | Spagna   | 0"152    | 7"93  |      |
| 7    | 2      | Filip Lööv             | Svezia   | 0"167    | 8"02  |      |

### Semifinali
I primi 4 di ogni batteria si qualificano per la finale.

#### Semifinale 1
| Pos. | Corsia | Nome                    | Nazione    | Reazione | Tempo | Note |
| ---- | ------ | ----------------------- | ---------- | -------- | ----- | ---- |
| 1    | 4      | Paolo Dal Molin         | Italia     | 0"144    | 7"58  | Q    |
| 2    | 3      | Pascal Martinot-Lagarde | Francia    | 0"157    | 7"61  | Q    |
| 3    | 6      | Konstantin Shabanov     | Russia     | 0"150    | 7"63  | Q    |
| 4    | 7      | Konstadínos Douvalídis  | Grecia     | 0"155    | 7"64  | Q    |
| 5    | 5      | Rasul Dabó              | Portogallo | 0"141    | 7"73  |      |
| 6    | 2      | Philip Nossmy           | Svezia     | 0"153    | 7"78  |      |
| 7    | 1      | Aleksey Dryomin         | Russia     | 0"167    | 7"79  |      |
| 8    | 8      | Francisco Javier López  | Spagna     | 0"141    | 7"88  |      |

#### Semifinale 2
| Pos. | Corsia | Nome               | Nazione     | Reazione | Tempo | Note |
| ---- | ------ | ------------------ | ----------- | -------- | ----- | ---- |
| 1    | 4      | Sergey Shubenkov   | Russia      | 0"174    | 7"52  | Q    |
| 2    | 3      | Erik Balnuweit     | Germania    | 0"143    | 7"59  | Q    |
| 3    | 6      | Balázs Baji        | Ungheria    | 0"147    | 7"59  | Q    |
| 4    | 7      | Maksim Lynsha      | Bielorussia | 0"189    | 7"67  | Q    |
| 5    | 1      | Vladimir Vukicevic | Norvegia    | 0"129    | 7"69  |      |
| 6    | 5      | Dominik Bochenek   | Polonia     | 0"155    | 7"71  |      |
| 7    | 8      | Jackson Quiñónez   | Spagna      | 0"167    | 7"72  |      |
| 8    | 2      | Dimitri Bascou     | Francia     | 0"161    | 7"72  |      |

### Finale
| Pos. | Corsia | Nome                    | Nazione     | Reazione | Tempo | Note                                    |
| ---- | ------ | ----------------------- | ----------- | -------- | ----- | --------------------------------------- |
| 1    | 6      | Sergey Shubenkov        | Russia      |          | 7"49  | Miglior prestazione mondiale stagionale |
| 2    | 4      | Paolo Dal Molin         | Italia      |          | 7"51  |                                         |
| 3    | 3      | Pascal Martinot-Lagarde | Francia     |          | 7"53  | =                                       |
| 4    | 8      | Balázs Baji             | Ungheria    |          | 7"56  | =                                       |
| 5    | 5      | Erik Balnuwett          | Germania    |          | 7"58  | Miglior prestazione personale           |
| 6    | 2      | Maksim Lynsha           | Bielorussia |          | 7"58  | Miglior prestazione personale           |
| 7    | 1      | Konstadínos Douvalídis  | Grecia      |          | 7"64  | =                                       |
| 8    | 7      | Konstantin Shabanov     | Russia      |          | 7"66  |                                         |